# Mermessus nigrus
Mermessus nigrus là một loài nhện trong họ Linyphiidae.
Loài này thuộc chi Mermessus. Mermessus nigrus được Alfred Frank Millidge miêu tả năm 1991.